# المجموعة الإسبانية
المجموعة الإسبانية (وتسمى أحيانًا أيضًا المجموعة المستعربية) هي المجموعة الأكثر اكتمالًا للشرائع الكنسية التي كانت موجودة في الكنيسة اللاتينية خلال الألفية الأولى من العصر المسيحي.
تأسست بالأصل في إسبانيا القوطية الغربية بالقرن 7.
حتى مجمع 694، كانت المجموعة عبارة عن مجموعة كرونولوجية، تعرض النصوص بالكامل مصدرًا تلو الآخر، ثم بين مجامع طليطلة لعامي 675 و681، تم تنظيمها حسب الموضوع في جزئين: الجزء الأول يتعلق بالقوانين المجمعية، والجزء الثاني يتناول المراسيم البابوية، بناءً على تلخيص للنص الأصلي، المسمى إكزبتا. النسخة من نهاية القرن السابع تتضمن قوانين سبعة وستين مجمعًا: المجامع اليونانية ومجامع إقليم إفريقيا من القرنين الرابع والخامس، وسبعة وعشرون مجمعًا إسبانيًا منذ مجمع إلفيرة (305) حتى المجمع السابع عشر في طليطلة (694)، وعشرة مجامع غالية من مجمع أرلز عام 314 إلى مجمع أورليان في 511. أما بالنسبة للمراسيم البابوية، فهي مئة وخمس مراسيم، بدءًا من البابا داماسوس الأول (366-384) حتى البابا غريغوريوس الأول (590-604). تضم المجموعة في المجموع 1,633 قانونًا.

## الإصدارات المشتقة
عرفت هذه المجموعة انتشارًا واسعًا في مملكة الفرنجة منذ نهاية القرن الثامن، ولكن في شكل مختصر ومشوه إلى حد ما (حتى لغويًا) يُسمى الإسبانية الغالية. وفقًا لشهادة هينكمار من ريمس، كان ريشولف، أسقف ماينز من 787 إلى 813، هو الذي عمل بشكل خاص على نشرها. وقد طلب راشون، أسقف ستراسبورغ، نسخًا منها في عام 788 (والتي دُمرت خلال حريق مكتبة ستراسبورغ في عام 1870). اليوم، لا يُحتفظ من هذه النسخة إلا بـ Cod. Vindob. 411 (المعروفة بـ "الإسبانية في فيينا")، وهي مخطوطة تم نسخها حوالي عام 800 في نفس المنطقة الريانية.

## الطبعات
- فرانسيسكو أنطونيو غونزاليس، مجموعة القوانين الكنائسية للإيبرية، 2 مجلد، مدريد، الطباعة الملكية، 1808-1921 (الطبعة المعاد نشرها في باترولوجيا اللاتينية، المجلد 84، الأعمدة 93-848).
- غونزالو مارتي نيز دييز وفليكس رودريغيز (محرران)، المجموعة القانونية الإسبانية، 6 مجلدات، مونومنتا هيبانيæ سَاكرا، السلسلة القانونية، مدريد، المجلس الأعلى للبحوث العلمية، 1966-2002.

## الفهرس
- برنارد فرانك، "البحث في مخطوطة هيسبانا للأسقف راشيو"، أرشيف كنيسة الألزاس ، رقم 1. س. 7، 1956، ص.

67-82.
- جيهان داهيوت دوليفيت، مخطط تاريخ القانون الكنسي : الأساس والتطور ، روما، Libreria Editrice della Pontificia Università Lateranense، 1984.
- لوت كيري، المجموعات الكنسية للعصور الوسطى المبكرة (حوالي 400-1140). دليل ببليوغرافي للمخطوطات والأدب ، واشنطن العاصمة، مطبعة الجامعة الكاثوليكية الأمريكية، 1999.
- نيكولاس ألفاريز دي لاس أستورياس، "على ما يسمى بالنسخة الثانية من Hispana Gallica Augustodunensis "، Zeitschrift für Rechtsgeschichte. Kanonistische Abteilung ، المجلد. 93، 2007، ص.

34-44.
- إريك نيبس، " هسبانيا المُدخَلة وأصول شبه إيزيدور" »، Zeitschrift für Rechtsgeschichte. Kanonistische Abteilung ، المجلد. 99، 2013، ص.

1-71.